# Freyella loricata
Freyella loricata är en sjöstjärneart som beskrevs av Korovchinsky och Galkin 1984. Freyella loricata ingår i släktet Freyella och familjen Freyellidae. Inga underarter finns listade i Catalogue of Life.